# Зирани
Зирани — село в Унцукульском районе Дагестана.
Центр сельсовета в 1934—1954 годы.

## География
Село расположено на р. Аварское Койсу (бассейн р. Сулак), в 30 км к юго-востоку от районного центра — села Унцукуль.

## Население
| 1888 | 1895 | 1926 | 1939 | 1970 | 1989 | 2002 |
| ---- | ---- | ---- | ---- | ---- | ---- | ---- |
| 156  | ↗160 | ↗188 | ↗192 | ↗317 | ↘197 | ↘77  |
| 2010 | 2021 |      |      |      |      |      |
| ↘65  | ↗81  |      |      |      |      |      |

## История
- Центр сельского общества (в XIX в.).

Село попало в зону затопления Ирганайского водохранилища, большая часть жителей переселена в село Майданское.

Художник Г. Г. Гагарин. Северный Дагестан. Зирани (два вида),  1847
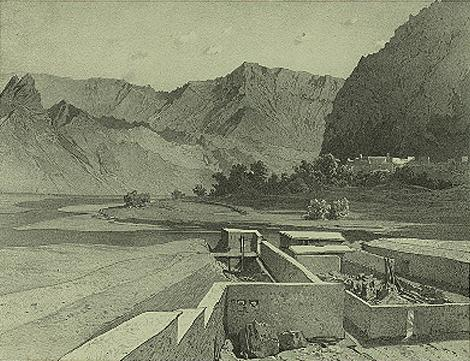
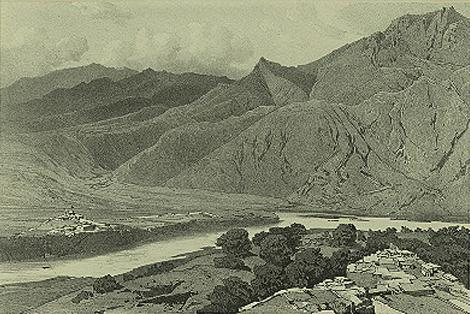

## Хозяйство села
- Фруктово-консервный завод.
- Месторождение доломитов.